# Fazenda Santa Cecília (Miguel Pereira)
A Fazenda Santa Cecília (antiga Nossa Senhora da Piedade de Vera Cruz) é uma antiga fazenda de café, de arquitetura neoclássica, construída no século XIX, localizada no município de Miguel Pereira, Estado do Rio de Janeiro.
A Fazenda é de propriedade privada e de uso comercial voltado para o turismo.

## História

### A fazenda
Em 1771, a primeira morada foi construída na margem direita do Ribeirão de Sant´Ana pelo Manoel de Azevedo Mattos, ondo morou com sua família. Em 1780 foi construída a segunda morada, na margem esquerda do Ribeirão de Sant´Ana, para abrigar a família de Manoel de Azevedo Matos que havia crescido. Esta segunda morada foi chamada de Fazenda Piedade.
Entre os anos de 1788 e 1848, a fazenda passou por vários herdeiros e divisões. No ano de 1848, o Francisco Peixoto de Lacerda Werneck (futuro Barão do Paty do Alferes) herdou a segunda morada da fazenda e comprou a primeira morada e recompôs a fazenda.Durante a administração de Francisco Peixoto de Lacerda Werneck, a fazenda chegou no seu auge de produção de café, possuindo mais de 240.000 pés e uma boa qualidade de lotes de animais de corte e de carga.
Entre os anos de 1853 e 1870, Francisco Peixoto de Lacerda Werneck, acrescentou o alpendre e iniciou a reforma no corpo central da casa. Seu genro, o Visconde de Arcozelo, completou a reforma, criando o que se convencionou chamar de terceira moradia, com corpo e alpendre neoclássicos. A Fazenda pertenceu a Família Werneck até o ano de 1891.
Anterior a década de 1980, a fazenda passou por modificações internas para abrigar o, agora extinto, Hotel Guaíra.
A atual proprietária da fazenda utiliza a propriedade para fins comerciais.

### A Capela de Santa Cecília
Capela situada na propriedade da Fazenda Santa Cecília, construída em 1989, projetada pelo arquiteto Oscar Niemeyer. Com arquitetura moderna e simples. “A capela é um símbolo da passagem do tempo, como relata Niemeyer" (Conselheiro Jorge Costa).